# Nicolas VII de Ratibor
Nicolas VII de Ratibor (également Nicolas IV de Ratibor; tchèque: Mikuláš VII. Ratibořský;
né vers 1478 - † 3 novembre 1506) fut de 1493 jusqu'à sa mort en 1506, duc de Ratibor
(en allemand: Ratibor en tchèque: Ratiboř).

## Biographie
Nicolas est issu de la lignée des Přemyslides de Silésie. Il est le fils de Jean V de Ratibor et de Magdeleine († 1501), une fille du duc Nicolas Ier d'Opole.
Après la mort en 1493 de son père, Nicolas VII et ses frères  Jean VI et Valentin héritent conjointement du duché de Ratibor. Nicolas VII épouse en 1505 Anna de Tęczyń († 1530), fille de Zbigniew (Tęczyński) starost de Lemberg et de son épouse Ne Suchorzewska. Il meurt subitement à Cracovie  le 3 novembre 1506 et est inhumé à Ratibor. Il laisse comme héritiers ses deux frères Jean VI et Valentin.

## Source de la traduction
- (cz) Cet article est partiellement ou en totalité issu de l’article de Wikipédia en tchèque intitulé « Mikuláš VII. Ratibořský » (voir la liste des auteurs).